# Zaccaria Tevo

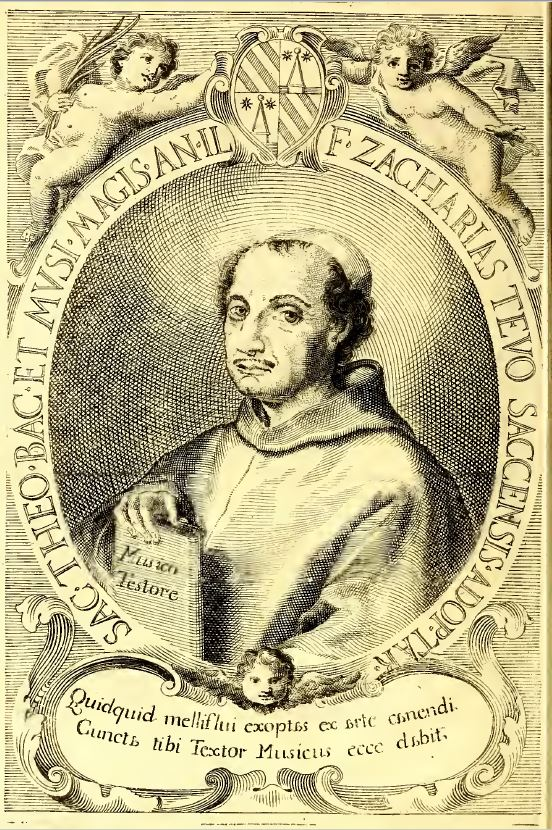
Zaccaria Tevo, ritratto da Il musico testore (1706)

Zaccaria Tevo O.F.M.Conv. (Piove di Sacco, 16 marzo 1651 – dopo 1. maggio 1709) è stato un francescano, compositore e organista italiano.

## Biografia
Il 14 marzo 1665 entrò nella comunità dei frati minori conventuali nel convento di S. Francesco a Treviso, ricevendo gli ordini minori nel 1667.

Ebbe la sua formazione culturale e musicale all'interno dell'ordine francescano. Lui stesso afferma di aver appreso i primi rudimenti di composizione da un trattato del padre Francesco Maria Angeli, custode del Sacro Convento di Assisi
Studiò filosofia e teologia nei conventi dell'ordine di varie città: Padova, Macerata, Fermo, dove ottenne il baccellierato l'8 dicembre 1670, Treviso, di nuovo Padova, dove studiò anche il fagotto, e Venezia.

Nel febbraio 1678, fu accettato come padre nel convento di S. Francesco di Treviso, dove svolse diverse mansioni in ambito musicale: maestro del coro, organista e, all'occorrenza, maestro di cappella, fino al luglio 1705.

Lasciò Treviso dopo il luglio 1705. Il suo nome appare ancora nei documenti del convento nel 1706, per scomparire dopo il 1 maggio 1709.

## Opere
La sua fama è legata al trattato Il musico testore, terminato di scrivere nel 1700, ma stampato nel 1706 a Venezia, presso Antonio Bortoli. L'opera, dedicata al nobile veneto Andrea Stazio, podestà di Treviso fino al 1691, si presenta nella forma di un ponderoso compendio teorico e pratico di straordinaria erudizione, ricco di citazioni che vanno dagli autori dell'antichità greca e romana a quelli del Medioevo, e dei secc. XVI e XVII.

Pubblicò anche due raccolte di musica sacra:
- Salmi di terza a otto voci ... op. 1 (perduta),
- Compieta a otto voci piena ... op. 2 (Venezia, Giuseppe Sala, 1687).